# Allium oliganthum
Allium oliganthum — вид рослин з родини амарилісових (Amaryllidaceae); поширений у центральній Азії.

## Опис
Цибулини скупчені, яйцюваті, діаметром ≈ 1 см; оболонка світло-коричнева або фіолетово-коричнева. Листки 1 або 2, коротші від стеблини, завширшки 1–2 мм, півциліндричні, зверху жолобчасті. Стеблина 8–15(35) см, циліндрична, вкрита листовими піхвами на 1/3–1/2 довжини. Зонтик від півсферичного до кулястого, багатоквітковий. Оцвітина рожева; сегменти з більш темною серединною жилкою, довгасті, 5–6 × 1–1.5 мм, верхівка гостра. Період цвітіння й плодоношення: червень — липень.

## Поширення
Поширення: центральний і східний Казахстан, північно-західна Монголія, Китай — північний Сіньцзян, Росія — Алтай, Тува.
Населяє солоні луки, береги озер, росте вздовж річок; від ≈ рівня моря до 2000 м.